# Prva italijansko-abesinska vojna
Pŕva italijánsko-abesínska vôjna je bila vojna med Kraljevino Italijo in Etiopijo v letih 1895 in 1896. Etiopska zmaga nad Italijo je zagotovila Etiopiji sloves edine afriške države, ki se je uspešno uprla evropskemu kolonializmu.

## Ozadje vojne
25. marca 1889 se je šoanski vodja Menelik II., ki je osvojil Tigre in Amharo, z italijansko pomočjo oklical za neguša negastija Etiopije. Dva mesece kasneje je 2. maja z Italijo podpisal sporazum o prijateljstvu. Sporazum je v zameno za Menelikovo vladanje navidezno dal Italiji nadzor nad Eritrejo, obalo Rdečega morja na severovzhodu Etiopije.
Dejansko dvojezična vučalska pogodba ni bila enaka v italijanščini in amharščini. Po prvi različici je dobila Italija protektorat nad Etiopijo, kar je kmalu ugotovil Menelik. Amharska različica je navajala le, da lahko Menelik naveže stike s tujimi silami in spremlja zunanje zadeve prek Italije, če tako želi. Italijanski diplomati so trdili, da je izvirno amharsko besedilo vsebovalo pridržek in, da je Menelik zavestno podpisal spremenjeno kopijo pogodbe. Navkljub etiopski zavrnitvi spoštovanja te pogodbe in gospodarskim oškodbam na svoj račun se je italijanska vlada odločila za vojaško rešitev, da bi preprečila Etiopiji vztrajati pri svoji različici pogodbe. V tem smislu so verjeli, da bodo lahko izrabili oddelke znotraj Etiopije kot tudi, da se bodo lahko zanesli na taktično in tehnološko premoč kot nadomestilo za številčno premoč.

## Galerija
- Ruski vojaški častnik Nikolaj Stepanovič Leontjev s članom etiopske vojske
- Bitka pri Adovi, okoli 1896
- Etiopska slika z obeležitvijo bitke pri Adovi
- Dva ujeta italijanska vojaka po bitki pri Adovi, 1896